# Tepehua
Tepehua (Hamaispini), indijanski narod porodice Totonacan naseljen u meksičkim državama Hidalgo, Puebla i Veracruz.
Hamaispini ili "Dueños del Cerro", kako sami sebe nazivaju ne smiju se brkati s Tepehuane ili Tepehuan Indijancima iz sjevernog Meksika. Teritorij Tepehua prostire se na uskom i drugom području istočnih obronaka Sierra Madre Oriental, sve od Mecapalape u Puebli pa do sjeverozapadnog Veracruza. Tri njihova glavna središta (po kojima i dijalekti nose ime) su Tlachichilco, Pisa Flores i Huehuetla.
Tepehue populacija, iznosila je oko 8,700, u koje su ubrojene sve osobe starije od 5 godina a da služe se materinskim jezikom. 
Prema kulturi oni su slični svojim rođacima Totonacima, ali i zapadnim susjedima Otomíma i Nahuama. Ovo se očitava u obrascima šamanizma (papirnatih figura duhova) i ceremonijama  "voladores"
Tepehue su agrikuturan narod. Njihovo tropsko područje bogato je vodenim tokovima i obiljem oborina, te je pogodno uzgoju kultura kao što su kukuruz, grah, čili-papričice, krumpir, a uzgajaju i sezam, leću, kavu i šećernu trsku. Uz agrarne radove Tepehue se usput bave i ribolovom i lovom. Neke Tepehua-obitelji bave se i izradom keramike, tekstila, košara, ali često odlaze i u potragu za poslom širom Meksika.
Tradicionalna odjeća muškarca nalik je onoj Totonaka i Nahua sa Sierra Madre Oriental. sastoji se od duge bijele košulje, dugih hlača do članaka, sandala, slamnatog šešira i uvijek uz obaveznu torbu koja se nosi preko ramena i mačetu.
Žene nose kratke bijele bluzice dekorirane kombinacijom pepenado-smockinga (smockig je tehnika vezenja) i mašinskog veza. Nosi se umetnuta u tubularnu bijelu suknju. porubi suknje dekorirani su dizajnima vezova. I suknja i bluza izrađuju se od kupovnog platna. Žene nose i gauzy lokalno poznat kao quexquen, tipični totonački quechquemitl, ženski pončo, poznat još iz doba prije konkviste.

## Vanjske poveznice
- Tepehua  Arhivirana inačica izvorne stranice od 9. lipnja 2007. (Wayback Machine)
- Tepehua  Arhivirana inačica izvorne stranice od 30. ožujka 2008. (Wayback Machine)